# 한니발 렉터
한니발 렉터(Hannibal Lecter) M.D.(Doctor of Medicine)는 미국의 범죄 스릴러 소설가인 토머스 해리스가 발표한 한니발 렉터 시리즈인 한니발 라이징, 레드 드래곤, 양들의 침묵, 한니발에 공통으로 등장하는 가공의 인물이다. 스타워즈 시리즈에서의 다스 베이더나 다스 시디어스, 배트맨 시리즈 최고의 악당으로 묘사되는 죽음의 어릿광대인 조커와 더불어 최고의 가공의 악역으로 꼽히고 있다. 범죄전문 기자로 활동했던 작가 토머스 해리스가 1960~80년대 사이에 미국에서 실존했던 연쇄살인마인 핸리 리 루커스(Henry Lee Lucas)를 모티브로 한니발 렉터라는 인물을 창조했다고 알려져 있다.
렉터는 뛰어난 정신과 의사이자 식인습관을 지닌 연쇄 살인범으로, 1981년 발표된 레드 드래곤(Red Dragon)과 1988년에 출간된 양들의 침묵(The Silence of the Lambs)에서 비중있는 등장인물로 다루어진다. 이후 속편격인 한니발(Hannibal)에선 렉터가 메인 주인공으로 등장하며, 프리퀼 형식의 소설인 한니발 라이징(Hannibal Rising)에서 그의 어릴적 이야기가 다루어진다.
리투아니아 출신의 한니발 렉터는 사이코패스(Psychopath)를 지닌 정신과 의사로, 영어 & 독일어 & 이탈리아어 & 리투아니아어&불어 등 5개국의 언어를 자유롭게 구사하며 예술과 문학 전반에 조예가 깊은 신사적인 성격을 지녔다. 작중에서 명성이 자자한 정신과 의사로 불리며, 타인을 관찰하고 분석하는 뛰어난 통찰력을 지녀 처음으로 만난 사람이라도 아주 조그마한 특징을 관찰 & 종합하여 그 사람의 모든것을 알아 맞추는 엄청난 능력을 선보인다. 그는 자신의 추상화된 내면의 심상 세계에 기억의 궁전이라는 것을 가지고 있는데, 이것은 한번 본것은 절대로 잊지 않는 절대적인 기억력을 의미한다. 어릴적부터 호기심이 많아 다양한 상식과 지식을 습득하는 것을 좋아하였기에 타의 추종을 불허하는 식견을 지녔다. 다지증이란 병을 지니고 있어 왼손의 손가락이 1개더 있는 육손이란 신체적 특징이 있었다.
그러나 그는 인간을 살해하는데 아무런 죄책감을 못느끼는 광기어린 살인마란 또다른 일면을 숨기고 있다. 인간을 죽일 때 심장박동이 85이상으로 올라가지 않을만큼 냉혈한이며, 살해한 대상의 인육을 아무 거리낌 없이 먹는 식인 살인마이다. 이때문에 작중에선 미국 전 지역을 떠들썩하게 만들어 언론에서 '식인종 한니발(Hannibal the Cannibal)'이란 별명을 가지고 있다. 게다가 다양한 방법으로 인육을 요리하여 맛을 음미하는등 일반인의 상식을 아득히 뛰어넘는 괴기한 특성을 지니고 있다.

## 작중 행적
한니발 렉터는 1981에 출간된 소설인 레드 드래곤(Red Dragon)에서 유명한 정신과 의사로 명성을 날리며 첫등장한다. 그는 자신의 심기를 거스른 인간을 살해한 다음 식인행각을 행하는 엽기적인 모습을 보여주며 미국전역을 공포의 도가니로 몰아간다. FBI에서 이 식인행각을 저지르는 살인마를 잡기위하여 노력하지만 범인의 윤곽조차 가려내지 못하며 상당히 애를 먹는데, 유능한 FBI 수사관 윌 그레이엄((Will Graham)에 의하여 체포된다. (윌 그레이엄은 살인 사건에 대한 조언을 얻기 위하여 학자로서 명성이 자자하던 렉터 박사를 찾아가게 되었는데, 우연한 단서를 바탕으로 그가 범인이란 사실을 간파하였다. 참고로 월 그레이엄도 처음엔 렉터가 범인이란 사실을 전혀 몰랐다.) 렉터가 체포된지 몇 년 후, FBI 수사관에서 은퇴한 윌 그레이엄은 통칭 '이빨요정(The Tooth Fairy)'으로 불리며 피해자를 이빨로 물어뜯어 죽이는 연쇄 살인범을 잡는데 협력해 달라는 FBI 국장 잭 크로포드의 제안을 받아들여 다시한번 복귀한다. 이빨요정을 잡을 단서를 렉터 박사가 쥐고 있다는 사실을 인지한 윌은 볼티모어 정신이상자 수감소에 수감된 렉터를 찾아가 치열한 심리전을 벌이며 정보를 캐나가기 시작한다. 물론 렉터 박사도 윌에게 밀리지 않으며 강한 인상을 남기는데, 특히 자신을 추종하는 살인마 이빨요정을 통하여 윌 그레이엄을 죽이기 위한 계획을 펼친다. 결국 윌은 이빨요정으로 불렸던 살인마 프랜시스 달러하이드(Francis Dolarhyde)의 정체를 간파하는데 성공하지만, 렉터 박사의 사주를 받은 그에 의하여 얼굴에 심각한 부상을 입고 폐인이 되어 버린다. (양들의 침묵 소설판에서 잭 크로포드가 윌의 후일담에 관한 이야기를 짦게 거론한다.) 딜러하이드는 윌에게 심각한 부상을 입힌 직후 그의 아내인 몰리 그레이엄의 총에 맞아 사망한다.
1988년에 발매된 속편 양들의 침묵(The Silence of the Lambs)에서 렉터는 또다른 연쇄살인범인 버팔로 빌 (Buffalo Bill)을 잡을 단서를 얻기 위하여 자신을 찾아온 FBI 견습 수사관 클라리스 M. 스탈링(Clarice M. Starling)과 대치하게 된다. 자신에게 예의를 갖추며 당당하게 맞서는 그녀에게 호감을 느낀 렉터 박사는 클라리스의 불우한 유년시절 이야기를 듣는 조건으로 버팔로 빌에 대한 단서를 조금씩 제공하기 시작한다. (버팔로 빌은 과거에 그의 애인인 벤자민 라스페일에 의하여 렉터 박사에게 진찰 받은적이 있었음.) 이후 테네시주의 상원의원 룻 마틴(Ruth Martin)의 딸인 캐서린 바커 마틴(Catherine Baker Martin)이 버팔로 빌에게 납치되는 초유의 사태가 발생하자, FBI는 상원의원의 이름을 팔아 한니발 렉터를 환경이 더 좋은 뉴욕주 오네이다 파크의 재향군인병원으로 이송시킬것을 약속한다. 그러나 이는 허위의 약속이었다. 사실을 알게 된 상원의원은 화가났고, FBI를 배제하고 한니발과 거래를 한다. 딸이 구출된다면 정말로 좀 더 시설이 좋은 멤피스의 감옥으로 이송시켜줄 것을 약속한다. 그리고 한니발 렉터는 칠튼이 잘난체 하며 흘린 볼펜을 이용해 탈옥에 성공한다. 한편 스탈링은 렉터가 준 정보를 바탕으로 버팔로 빌을 사살하는데 성공하고 캐서린을 구한 영웅으로 유명해진다.
1999에 발간된 세 번째 시리즈인 한니발(Hannibal)에서 렉터는 이탈리아의 피렌체에서 가명을 사용하며 조용한 나날을 보내고 있었다. 그러나 과거 렉터에 의하여 얼굴에 지울 수 없는 끔찍한 상처를 입은 대부호인 메인슨 버저(Mason Verger)가 클라리스 스탈링을 이용하여 자신을 붙잡아 복수하려 한다는 사실을 눈치채고 다시한번 광기어린 살인행각을 벌이게 된다. 결국 클라리스를 이용하여 렉터를 사로잡는데 성공한 메이슨은 그를 식인 멧돼지에게 제공하여 잔인하고 고통스럽게 죽이려고 하지만, 렉터의 심리작전에 말려든 그의 부하에게 배신을 당하고 역으로 식인 멧돼지에게 먹히게 된다.
2006년에 발간된 프리퀼 소설인 한니발 라이징(Hannibal Rising)에선 그가 어떻게 식인행각을 일삼는 광기어린 살인마가 되었는지에 대한 원인이 드러나게 된다. 렉터는 1933년 리투아니아 지방의 유서깊은 귀족가문에서 태어나난다. 어릴적부터 천재적인 재능을 보인 한니발 렉터는 부모의 사랑을 받으며 자라게 되었는데, 1941년 2차 세계대전에 의하여 부모님과 자신의 스승을 잃고 사랑하는 여동생인 미샤(Mischa)와 함께 고아가 된다. 이후, 렉터와 미샤는 독일 나치에 협력하는 탈영병들에게 잡히게 되는데, 너무나 굶주렸던 그들은 렉터가 보는 앞에서 미샤를 잡아먹어 버린다. 이 장면을 목격한 렉터는 엄청난 정신적인 충격을 받게 되었고, 기억상실증과 함께 벙어리가 되어 버리다. 다행하게도 렉터는 탈영병들의 손아귀에서 탈출하게 되었고, 다른 군인들에게 발견되어 고아원에 들어가게 된다. (아이러니하게도 그 고아원은 전쟁이전에 렉터와 그가족들이 살던 성이였다.) 정신적인 충격에 벙어리가 되어버린 렉터는 고아원 사람들에게 괴롭힘 당하며 힘든 나날을 보내지만, 그의 삼촌인 로버트 렉터에 의하여 평범한 생활을 할 수 있게 되었다. 렉터는 삼촌의 부인인 레이디 무라사키(Lady Murasaki)에게 보살핌을 받으며 마음의 상처를 치유함과 동시에 점점 건강을 회복하게 된다. 이후 삼촌이 병으로 죽자, 렉터는 의대에 입학하여 두드러진 성적을 보여주며 촉망받는 의학도로 이름을 날리게 된다. 이 기간 동안 렉터는 레이디 무라사키와 사랑을 나누며 그녀의 고향인 일본의 관습과 사무라이 정신에 대하여 알게 된다. 훗날 렉터는 동생인 미샤를 먹어치운 독일 탈영병들중 한명과 마주치게 되고, 잃어버렸던 과거의 끔찍했던 기억들을 되찾게 된다. 복수심이 충만한 렉터는 탈영병들을 차례대로 찾아가 그들을 잔인하게 살해하고 인육을 먹어 치운다. 이외에도 레이디 무라사키를 모욕한 푸주한을 죽이기도 하였는데, 렉터를 감싸며 살인을 만류한 레이디 무라사키는 그의 잔인무도함에 실망하여 일본으로 떠나게 된다.

## 미디어

### 영화
한니발 렉터 시리즈는 모두 영화로 만들어지기도 하였다. 1991년에 조너선 데미(Jonathan Demme)감독이 앤서니 홉킨스와 조디 포스터를 주연으로 양들의 침묵을 영화로 만들어 엄청난 흥행을 이루었으며, 제64회 아카데미상에서 5관왕(남우주연, 여우주연, 감독, 작품, 각색)을 수상하였다. 특히 이때 홉킨스가 연기한 한니발 렉터 박사의 광기어린 모습은 강한 인상을 남겨 지금까지도 한니발 렉터 박사하면 앤서니 홉킨스를 꼽는 사람들이 많다.
레드 드래곤은 1986년 마이클 만 감독이 맨헌터(Manhunter)라는 타이틀을 내걸고 영화로 만들었으나, 원작을 잘 살리지 못하여 흥행에는 실패하였다. 이후 2002년에 브렛 래트너 감독에 의하여 양들의 침묵에서 한니발 렉터역을 훌륭하게 소화한 앤서니 홉킨스를 캐스팅하여 원작에 비교적 충실한 방향으로 리메이크 되었다. 한니발은 1999년 양들의 침묵의 속편격의 영화로 제작되어 괜찮은 반응을 얻었고, 렉터의 과거를 다룬 프리퀼격의 소설인 한니발 라이징은 2007년 소설 발매와 동시에 영화로 만들어졌다.

### 드라마
2013년 레드 드래곤에 바탕을 두고 NBC의 드라마로 한니발 (TV 시리즈)이 제작되었다. 영화배우 매즈 미켈슨이 배역을 맡았다.

## 같이 보기
- 보기맨